# English National Opera
English National Opera (ENO) è una compagnia operistica con sede a Londra, nel London Coliseum in St. Martin's Lane. È una delle due principali compagnie operistiche di Londra, assieme alla Royal Opera House, Covent Garden. Le produzioni di ENO sono cantate in inglese.
Le origini della compagnia sono nel tardo XIX secolo, quando la filantropa Emma Cons, più tardi assistita da sua nipote Lilian Baylis, produsse rappresentazioni teatrali ed operistiche all'Old Vic in una difficile zona di Londra a beneficio della popolazione locale. Da quei primi inizi, la Baylis creò entrambe le compagnie teatrale ed operistica è più tardi aggiunse una compagnia di balletto; queste si svilupparono all'interno dell'ENO, il Royal National Theatre e il Royal Ballet.
La Baylis acquistò e ricostruì il teatro Sadler's Wells nel nord di Londra, un ambiente più grande e più adatto per l'opera rispetto all'Old Vic. La Compagnia d'opera crebbe lì in uno stabile fisso nel 1930. Durante la seconda guerra mondiale il teatro fu chiuso e la compagnia fece un giro fra le città britanniche. Dopo la guerra, la compagnia tornò alla casa madre, ma continuando ad ampliarsi e a migliorare e dal 1960 divenne necessario un teatro più grande. Nel 1968 la compagnia si trasferisce al London Coliseum, nel cuore di Londra e adottò il suo nome attuale nel 1974. La compagnia riuscì a sopravvivere a diverse proposte di fondersi con la Royal Opera.
Tra i vari direttori associati alla compagnia ci sono stati Colin Davis, Reginald Goodall, Charles Mackerras, Mark Elder ed Edward Gardner. Nel 2015 Mark Wigglesworth fu nominato direttore musicale. ENO è nota per la sua accentuazione dell'aspetto spettacolare dell'opera, con produzioni, a volte controverse, di direttori comprendenti David Pountney, Jonathan Miller, Nicholas Hytner, Phyllida Lloyd e Calixto Bieito. Oltre al repertorio operistico di base, la compagnia ha presentato una vasta gamma di attività, dalle prime opere di Monteverdi a nuovi incarichi, operette e spettacoli di music-hall di Broadway.

## Storia

### La fondazione

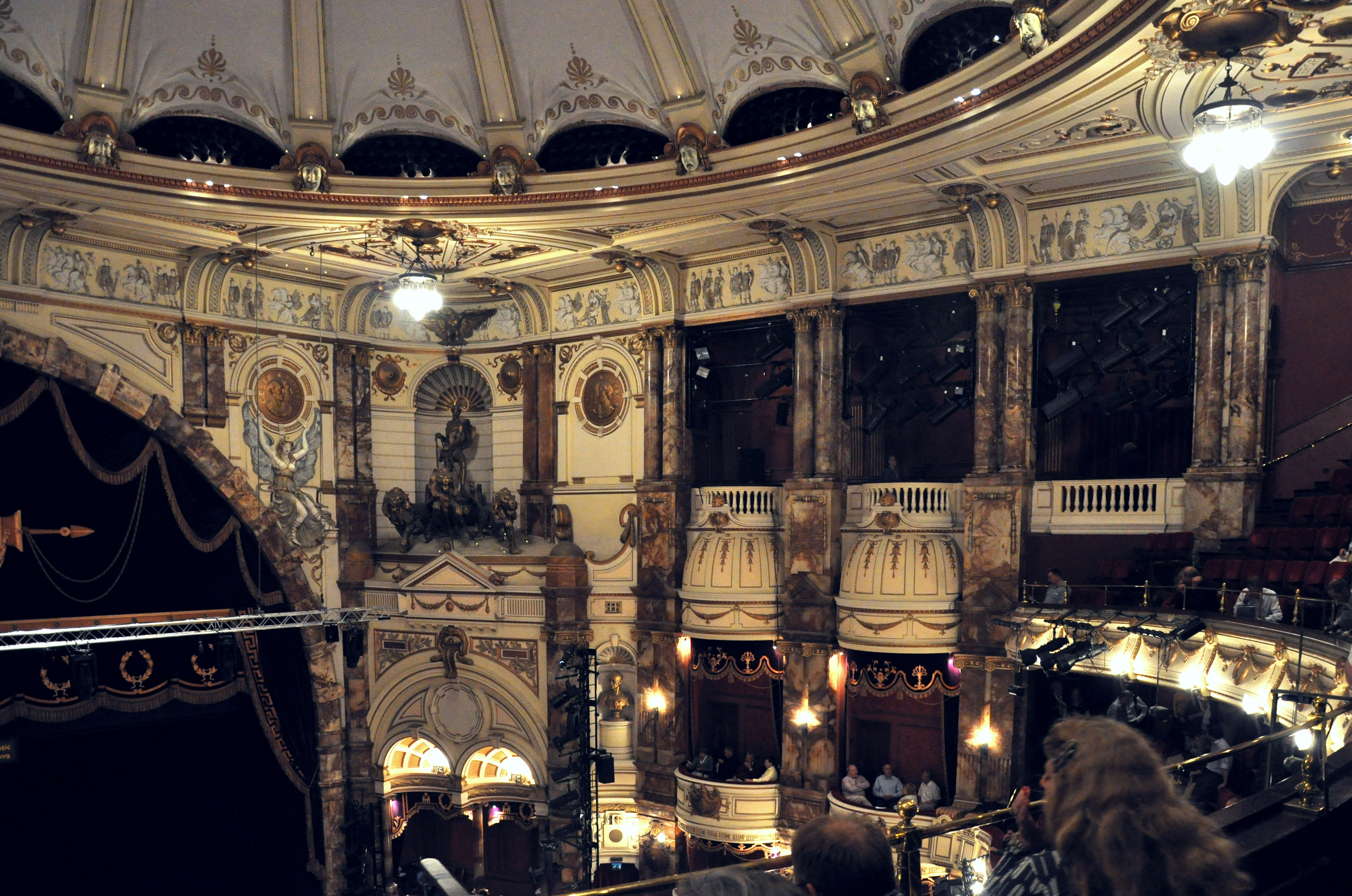
Dettaglio dell'interno del Coliseum, 2011

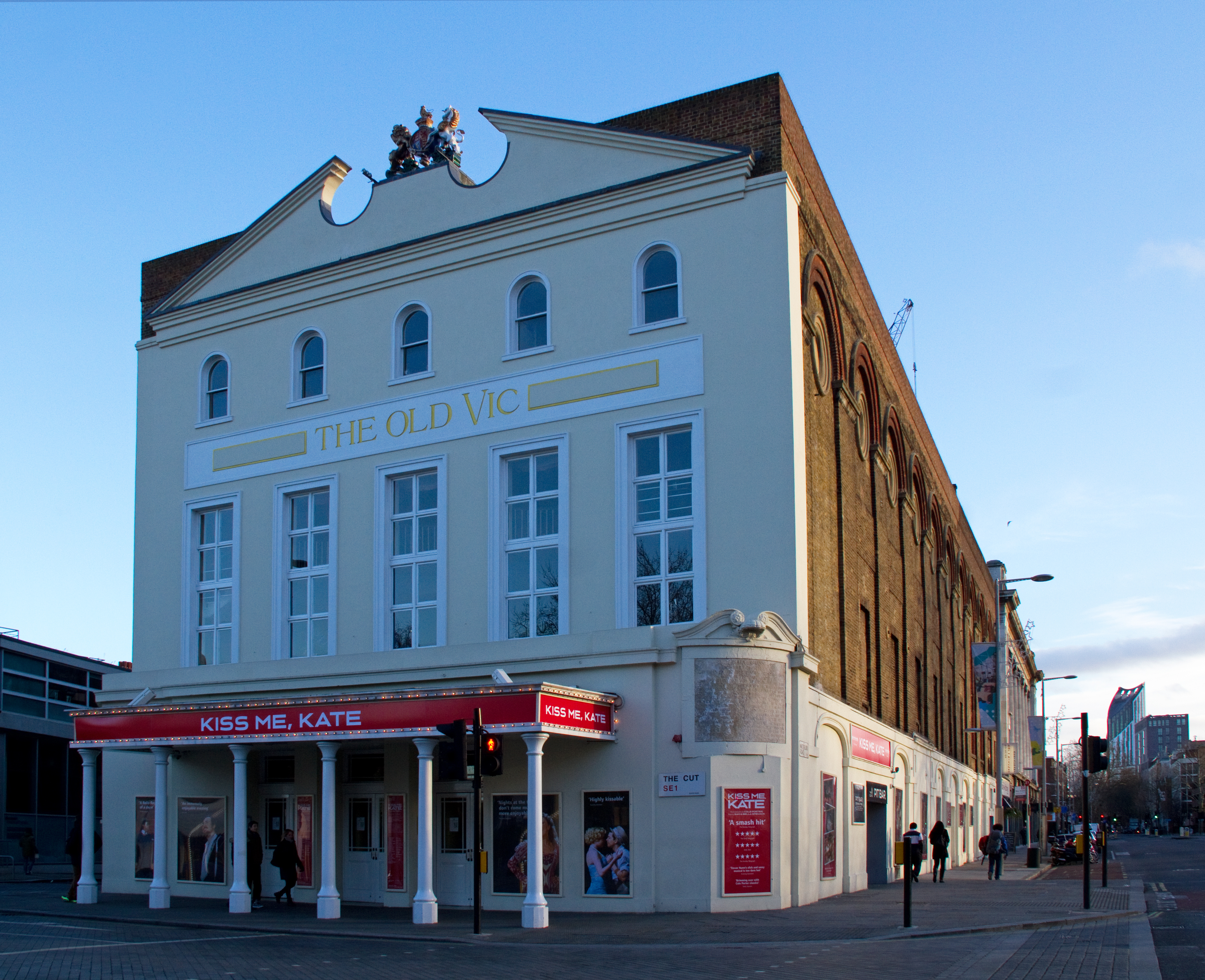
Il teatro Old Vic

Nel 1889 Emma Cons, una filantropa vittoriana, che gestiva il teatro Old Vic, in una zona popolare di Londra, iniziò a presentare regolari spettacoli quindicinali di brani d'opera. Anche se le leggi del teatro del momento impedivano spettacoli in costume completi, la Cons offrì al suo pubblico delle versioni condensate delle opere più conosciute, sempre cantate in inglese. Tra gli interpreti erano cantanti ben noti come Charles Santley. Queste serate d'opera divennero in breve più popolari del teatro drammatico tradizionale che la Cons aveva messo in scena. Nel 1898, reclutò la nipote Lilian Baylis per aiutarla a gestire il teatro. Allo stesso tempo, nominò Charles Corri come direttore musicale del Vecchio Vic. La Baylis e Corri, nonostante le molte divergenze, condividevano una fede appassionata nella divulgazione dell'opera lirica, finora generalmente appannaggio dei ricchi e delle persone alla moda. Lavorarono con un piccolo budget, con un coro amatoriale ed un'orchestra professionale di soli 18 suonatori, per i quali Corri riorchestrò le parti strumentali delle opere. Per i primi anni del XX secolo, l'Old Vic fu in grado di presentare versioni semi-sceniche delle opere di Wagner.

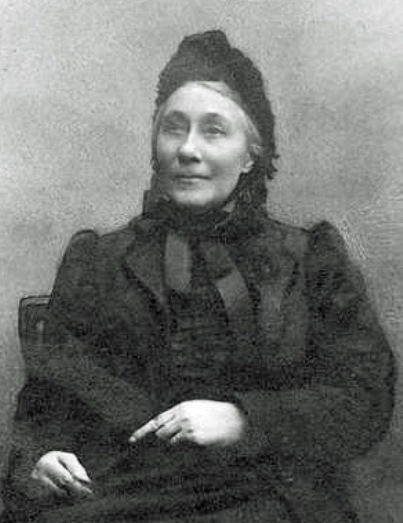
Emma Cons

Emma Cons morì nel 1912, lasciando il suo patrimonio, compreso l'Old Vic, a Baylis, che sognava di trasformare il teatro in un "teatro d'opera per il popolo". Nello stesso anno, Baylis ottenne una licenza che consentiva all'Old Vic di mettere in scena esecuzioni complete di opere liriche. Nella stagione 1914-1915, Baylis mise in scena 16 opere e 16 commedie (13 delle quali erano di Shakespeare). Negli anni successivi alla Prima Guerra Mondiale le produzioni shakespeariane di Baylis, interpretate da alcuni degli attori principali del West End di Londra, attirarono l'attenzione nazionale, come le produzioni operistiche a basso costo non riuscivano a fare. L'opera, tuttavia rimase la sua prima priorità. L'attore-manager Robert Atkins, che ha lavorato a stretto contatto con Baylis sulle sue produzioni shakespeariane, ha ricordato, "L'Opera, il giovedì e il sabato sera, veniva eseguita fra le case sporgenti."

### Vic-Wells
Dal 1920 fu evidente alla Baylis che il suo Old Vic non era più sufficiente ad ospitare sia le compagnie teatrali che operistiche. Ella aveva notato il teatro Sadler's Wells vuoto ed abbandonato in Rosebery Avenue, Islington, dall'altra parte di Londra dall'Old Vic e decise di cercare di farlo funzionare in tandem con il suo attuale teatro.

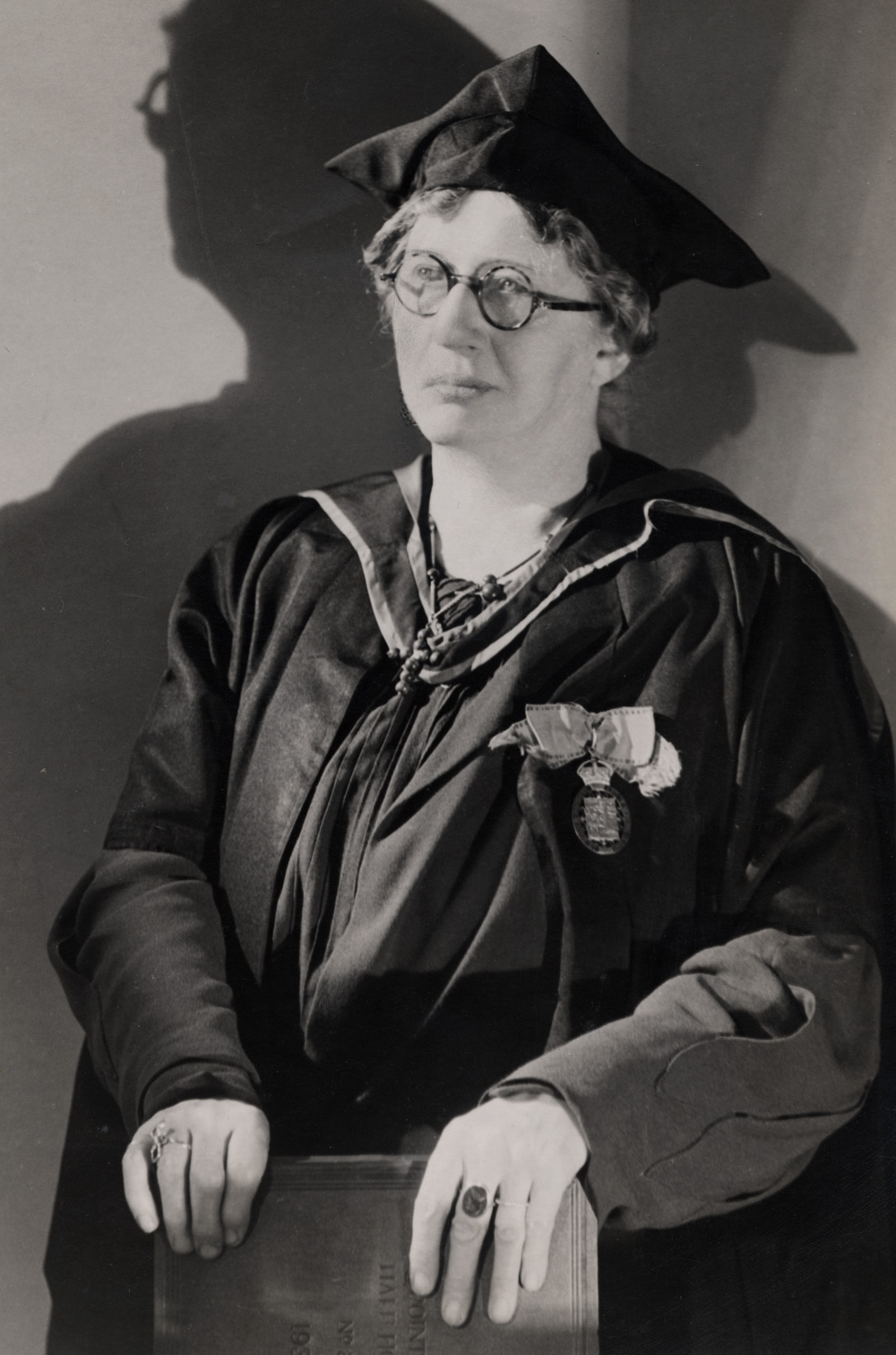
Lilian Baylis

Baylis fece un appello per fondi nel 1925 e, con l'aiuto del Carnegie Trust e molti altri acquistò la proprietà assoluta del Sadler's Wells. I lavori iniziarono sul luogo nel 1926 ed a Natale del 1930 un teatro completamente nuovo, con 1.640 posti a sedere era pronto per l'utilizzo. La prima produzione lì, una produzione per quindici giorni dal 6 gennaio 1931, fu la commedia di Shakespeare La dodicesima notte. La prima opera, data il 20 gennaio, fu Carmen. Durante la prima stagione furono messe in scena diciotto opere.

Il nuovo teatro era più costoso da gestire rispetto all'Old Vic; erano necessari un'orchestra più grande e più cantanti e gli incassi in un primo tempo erano inadeguati. Nel 1932 il Birmingham Post osservò che le esecuzioni operistiche del Vic-Wells non raggiungevano gli standard delle produzioni teatrali Shakespeariane del Vic-Wells. Baylis si sforzò di migliorare gli standard operistici, mentre allo stesso tempo respingeva i tentativi di Sir Thomas Beecham per assorbire la compagnia d'opera in una società mista con il Covent Garden, dove lui era al comando. Lei fu in un primo momento tentata dalla sicurezza finanziaria la proposta sembrava offrire, ma fu convinta dai suoi amici e consiglieri, come Edward J. Dent e Clive Carey che questo non era negli interessi del suo pubblico abituale. Questo punto di vista ricevette un forte sostegno da parte della stampa; The Times scrisse, "L'Old Vic aveva iniziato offrendo opera lirica di qualche tipo a persone che a malapena conoscevano che cosa significasse la parola... sotto una saggia, incoraggiante guida si è gradualmente elevato verso l'alto... Qualsiasi tipo di incorporazione che lo rendesse il parente povero della 'Grande' stagione lirica sarebbe disastroso."

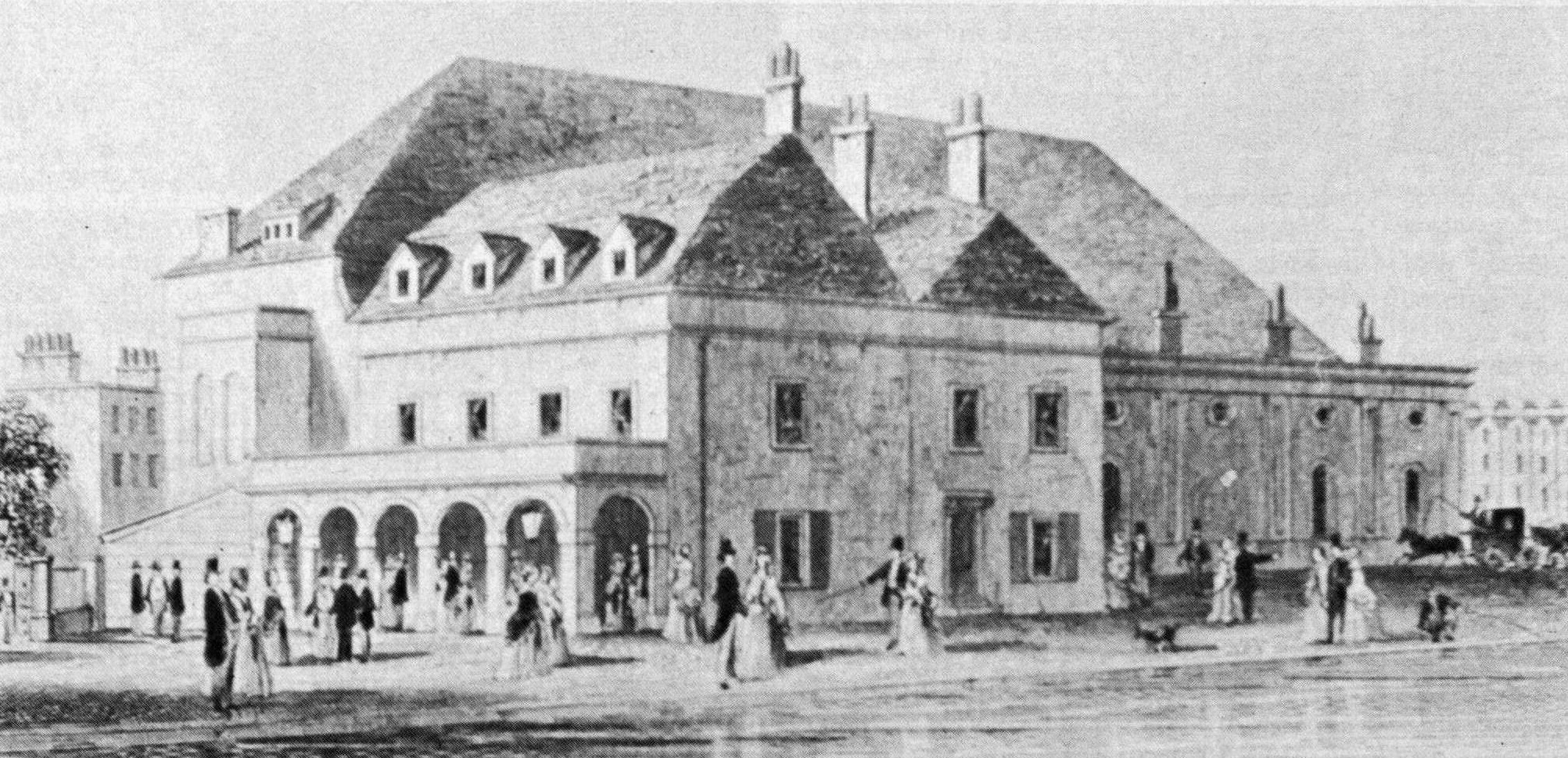
Il vecchio Sadler's Wells, demolito per far posto al theatre

In un primo momento la Baylis presentò sia il teatro di prosa che l'opera in ciascuno dei suoi teatri; le società erano conosciute come "Vic-Wells". Tuttavia, sia per motivi estetici che finanziari, nel 1934 l'Old Vic divenne la sede del dramma parlato, mentre il Sadler's Wells ospitò sia la compagnia d'opera che quella di balletto, quest'ultima era stata fondata dalla Baylis e da Ninette de Valois nel 1930. Lawrance Collingwood portò Corri come direttore stabile, e con l'aumento del numero delle produzioni, furono reclutati altri direttori ospiti, tra cui Geoffrey Toye e Anthony Collins. Il crescente successo della nuova compagnia di balletto aiutò a sovvenzionare il costo elevato delle produzioni operistiche, consentendo un ulteriore aumento delle dimensioni dell'orchestra a 48 orchestrali. Fra i cantanti, nella compagnia operistica c'erano Joan Cross ed Edith Coates. Nel 1930 la compagnia presentò opere del repertorio tradizionale che includeva lavori di Mozart, Verdi, Richard Wagner e Puccini, opere più leggere di Balfe, Donizetti, Offenbach e Johann Strauss, alcune novità, fra le quali c'erano opere di Holst, Ethel Smyth e Charles Villiers Stanford ed un tentativo insolito di mettere in scena un oratorio di Mendelssohn, Elijah.

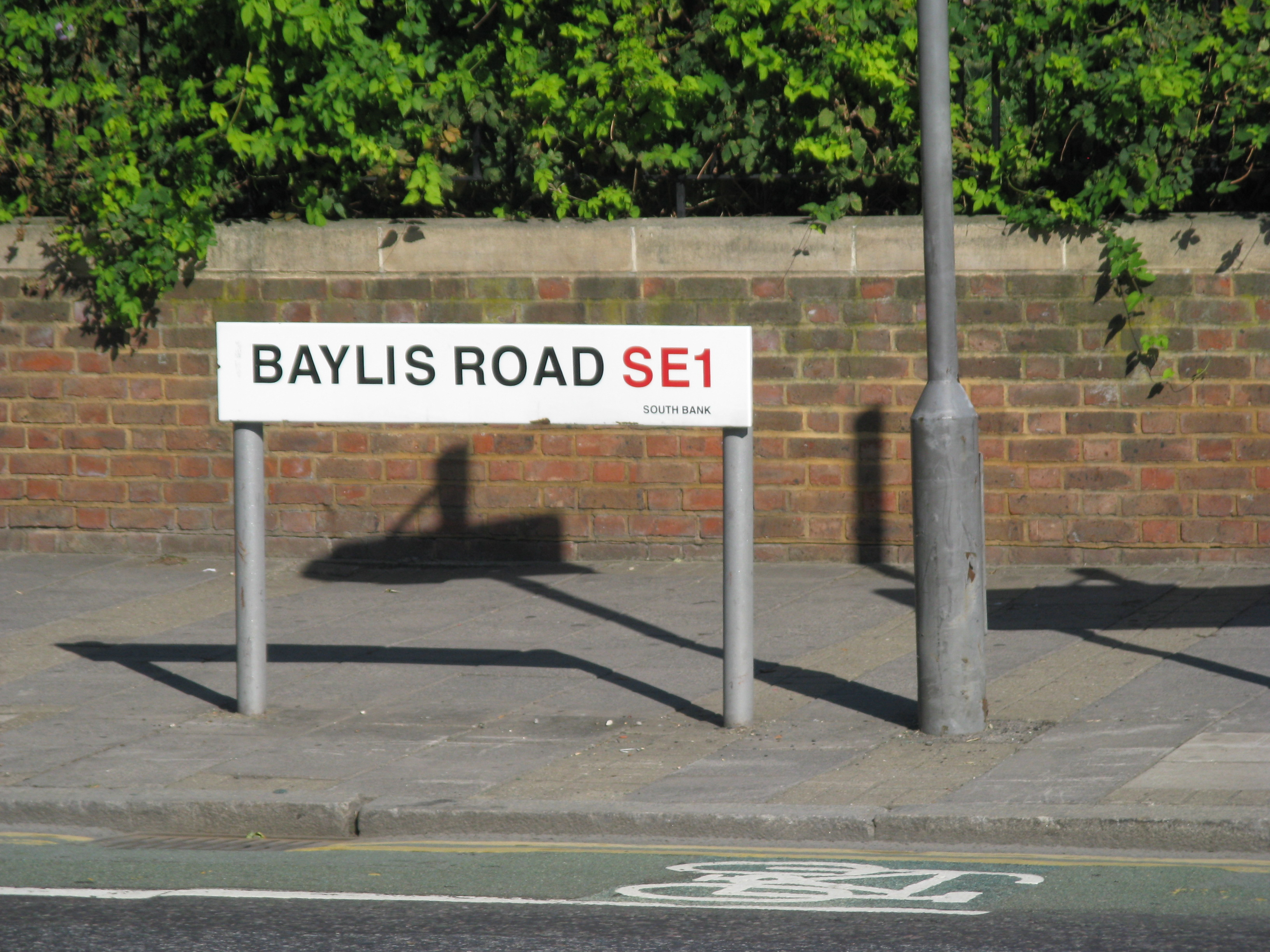
Baylis Road

Nel novembre 1937 Baylis morì di un attacco cardiaco. Le sue tre compagnie continuarono sotto la direzione dei suoi incaricati, Tyrone Guthrie all'Old Vic aveva l'incarico complessivo di entrambi i teatri, con de Valois che gestiva il balletto e Carey e due colleghi che seguivano l'opera. Nella seconda guerra mondiale il governo requisì il Sadler Wells come rifugio per quelli lasciati senza una casa dalle incursioni aeree. Guthrie decise di tenere l'opera andando in tour con un piccolo ensemble itinerante di 20 esecutori. Tra il 1942 e la fine della guerra la compagnia aveva girato continuamente, visitando 87 sedi di teatri. Era guidata da Joan Cross, che seguiva la compagnia e, se necessario, cantava nei ruoli principali di soprano nelle sue produzioni. La dimensione della compagnia fu aumentata a 50 e poi a 80. Nel 1945 i suoi membri comprendevano cantanti provenienti da una nuova generazione, come Peter Pears e Owen Brannigan e il direttore d'orchestra Reginald Goodall.

### Sadler's Wells Opera

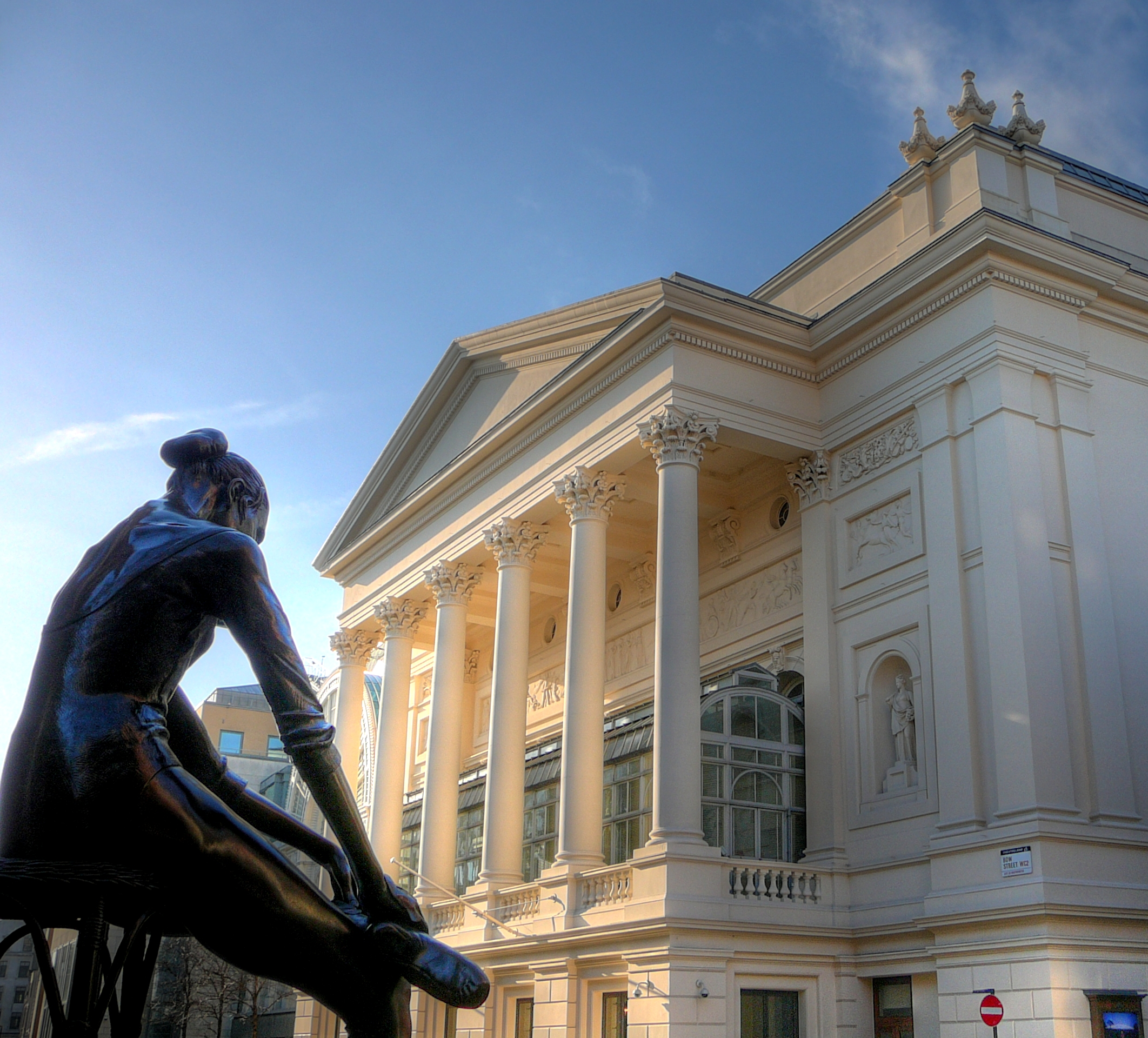
Covent Garden – rivale e potentiale partner senior

Mentre la guerra volgeva al termine, il governo considerò il futuro della lirica in Gran Bretagna. Come il Sadler's Wells, la Royal Opera House non aveva presentato alcuna opera o balletto dal 1939. Il Consiglio per la Promozione della Musica e delle Arti (Arts Council of Great Britain - CEMA), l'organismo ufficiale, recentemente introdotto, incaricato di erogare modeste sovvenzioni pubbliche, valutò le sue opzioni e concluse che dovesse essere istituita una nuova compagnia Covent Garden. Doveva essere un'unica compagnia, funzionante tutto l'anno e cantare in inglese, al posto delle corte, brillanti stagioni internazionali degli anni prima della guerra. Molti intravidero in questa un'opportunità per unire le due società, dato che il modus operandi della nuova società Covent Garden era ora simile a quello del Sadler's Wells. Tuttavia David Webster, che era stato incaricato di gestire il Covent Garden, anche se desiderava mantenere la compagnia di balletto de Valois per il Covent Garden, non voleva la compagnia lirica del Sadler's Wells. Per lui la vecchia compagnia era rispettabile, ma "sciatta" e "pesante". Anche mantenendo la decisione di cantare in inglese, lui credeva di poter formare una compagnia migliore. La direzione del Sadler's Wells non era disposta a perdere il nome e la tradizione della propria compagnia. Si convenne che le due aziende sarebbero dovute rimanere separate.
La sopravvivenza del Sadler's Wells Opera era minacciata da divisioni all'interno della compagnia. La Cross annunciò la sua intenzione di riaprire il teatro Sadler's Wells col Peter Grimes, del giovane Benjamin Britten, con se stessa e Pears nei ruoli principali; ci furono molte lamentele da parte dei membri della società circa presunti favoritismi e la "cacofonia" dell'orchestrazione di Britten. Peter Grimes fu eseguita nel giugno del 1945 e fu acclamata dal pubblico e dalla critica; i suoi incassi al botteghino eguagliarono e superarono quelli della La bohème e di Madame Butterfly, che venivano messe in scena contemporaneamente da parte della società. Tuttavia la spaccatura all'interno della società era irreparabile; Cross, Britten e Pears recisero i legami con Sadler's Wells nel dicembre del 1945 e fondarono la English Opera Group. L'abbandono della compagnia di balletto verso il Covent Garden due mesi dopo privò il Sadler's Wells di un'importante fonte di reddito; il balletto era stato proficuo e fin dalla sua nascita aveva sovvenzionato la compagnia d'opera
Clive Carey, che era stato in Australia durante la guerra, fu richiamato per sostituire Joan Cross e ricostruire la società dopo le privazioni del tempo di guerra e le recenti defezioni. Il critico Philip Hope-Wallace scrisse nel 1946 che Carey aveva cominciato a fare la differenza, ma che Sadler's Wells aveva bisogno di "un grande sussulto per uscire dalla mediocrità". Nello stesso anno The Times Literary Supplement chiese se le compagnie Old Vic e Sadler's Wells fossero attaccate modestamente alle loro vecchie basi "o vorranno coraggiosamente abbracciare l'ideale di un Teatro Nazionale ed una National Opera in inglese?" Carey se ne andò nel 1947 e il suo posto a capo della compagnia fu preso nel gennaio 1948 da un triumvirato composto da James Robertson come direttore musicale, Michael Mudie come suo assistente direttore e Norman Tucker responsabile della parte amministrativa. Da ottobre 1948, a Tucker fu dato il controllo assoluto. Mudie si ammalò, e il giovane Charles Mackerras fu chiamato a sostituirlo.

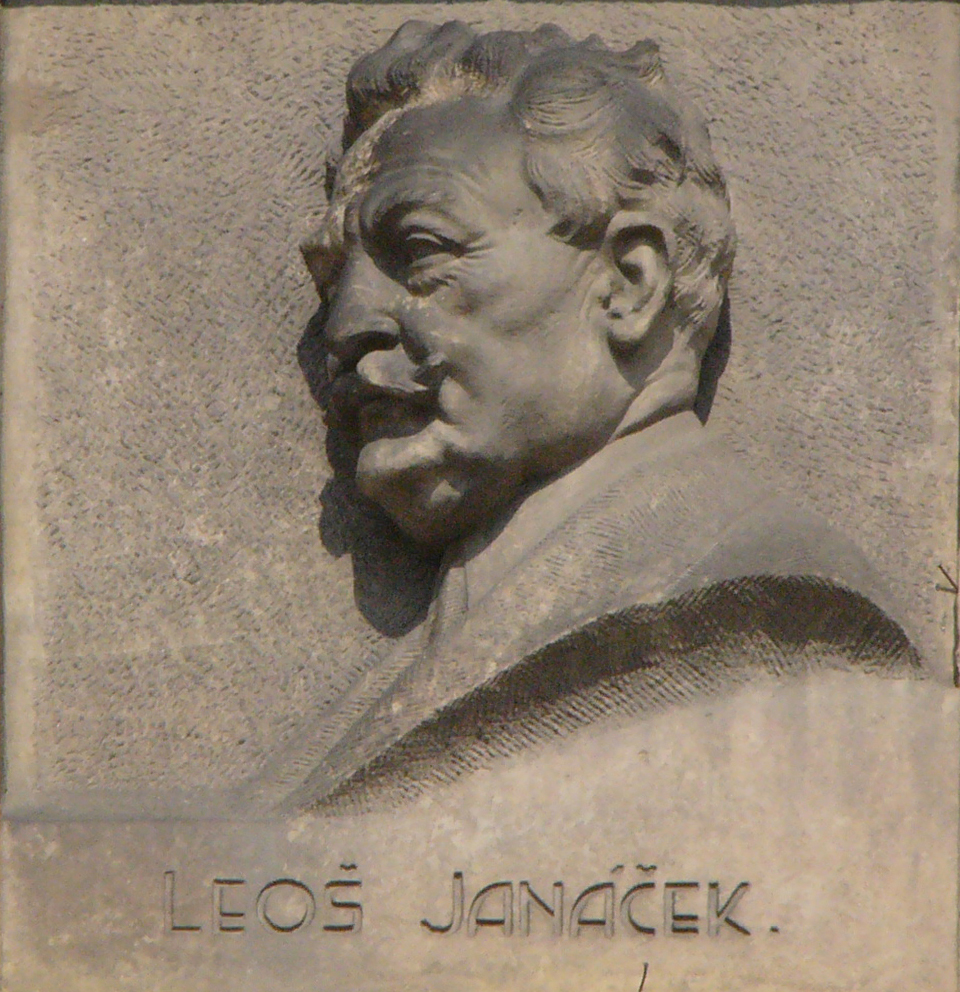
Leoš Janáček, sostenuto da Charles Mackerras e dalla compagnia

Dal 1950 il Sadler's Wells stava ricevendo una sovvenzione pubblica di £ 40.000 l'anno; il Covent Garden aveva ricevuto £ 145,000. Tucker dovette rinunciare alla possibilità di mettere in scena la prima di Billy Budd di Britten, mancando le risorse per farlo in modo adeguato. Era desideroso di migliorare gli aspetti drammatici della produzione operistica e registi teatrali illustri tra cui Michel Saint-Denis, George Devine e Glen Byam Shaw lavorarono in alcune produzioni del Sadler's Wells nel 1950. Fu esplorato un nuovo repertorio; alle sollecitazioni di Mackerras fu presentato per la prima volta in Gran Bretagna Káťa Kabanová di Leoš Janáček Il livello ed il morale della compagnia stavano migliorando; Il Manchester Guardian riassunse la stagione lirica 1950-1951 di Londra come "Emozione al Sadler's Wells: mancanza di distinzione al Covent Garden". E riconobbe che il Sadler's Wells aveva portato "in prima fila i teatri d'opera"
La compagnia continuò a lasciare Rosebery Avenue per escursioni estive nelle città e paesi inglesi. L'Arts Council (successore del CEMA), era sensibile all'accusa che dal 1945 molti meno spettacoli d'opera erano stati dati nelle province. Il piccolo Carl Rosa Opera Company era in tour costantemente, ma la compagnia Covent Garden visitava solo quelle poche città con teatri abbastanza grandi per poterla ospitare. A metà degli anni 1950 furono rinnovati gli appelli per una riorganizzazione degli enti lirici della Gran Bretagna. Ci furono proposte per una nuova sede per il Sadler's Wells sulla riva sud del Tamigi, vicino al Royal Festival Hall, ma queste fallirono, perché il governo non era disposto a finanziare la costruzione. Ancora una volta si parlò seriamente di fondere il Covent Garden e il Sadler's Wells. Il Consiglio del Sadler's Wells si oppose, proponendo un accordo di più stretta collaborazione con il Carl Rosa. Quando divenne chiaro che ciò avrebbe comportato che la compagnia del Sadler's Wells restasse in tour per 30 settimane ogni anno, e praticamente annullasse la sua presenza sulla scena lirica di Londra, Tucker, il suo vice Stephen Arlen, e il suo direttore musicale Alexander Gibson si dimisero. Le proposte furono modificate e tutti e tre ritirarono le loro dimissioni. Nel 1960 la compagnia Carl Rosa fu liquidata; il Sadler's Wells assunse alcuni dei suoi membri e rilevò molti impegni del Tour, creando "due aziende intercambiabili di pari importanza", una delle quali avrebbe lavorato al teatro Sadler's Wells, mentre l'altra sarebbe stata "on the road", in tour permanente.

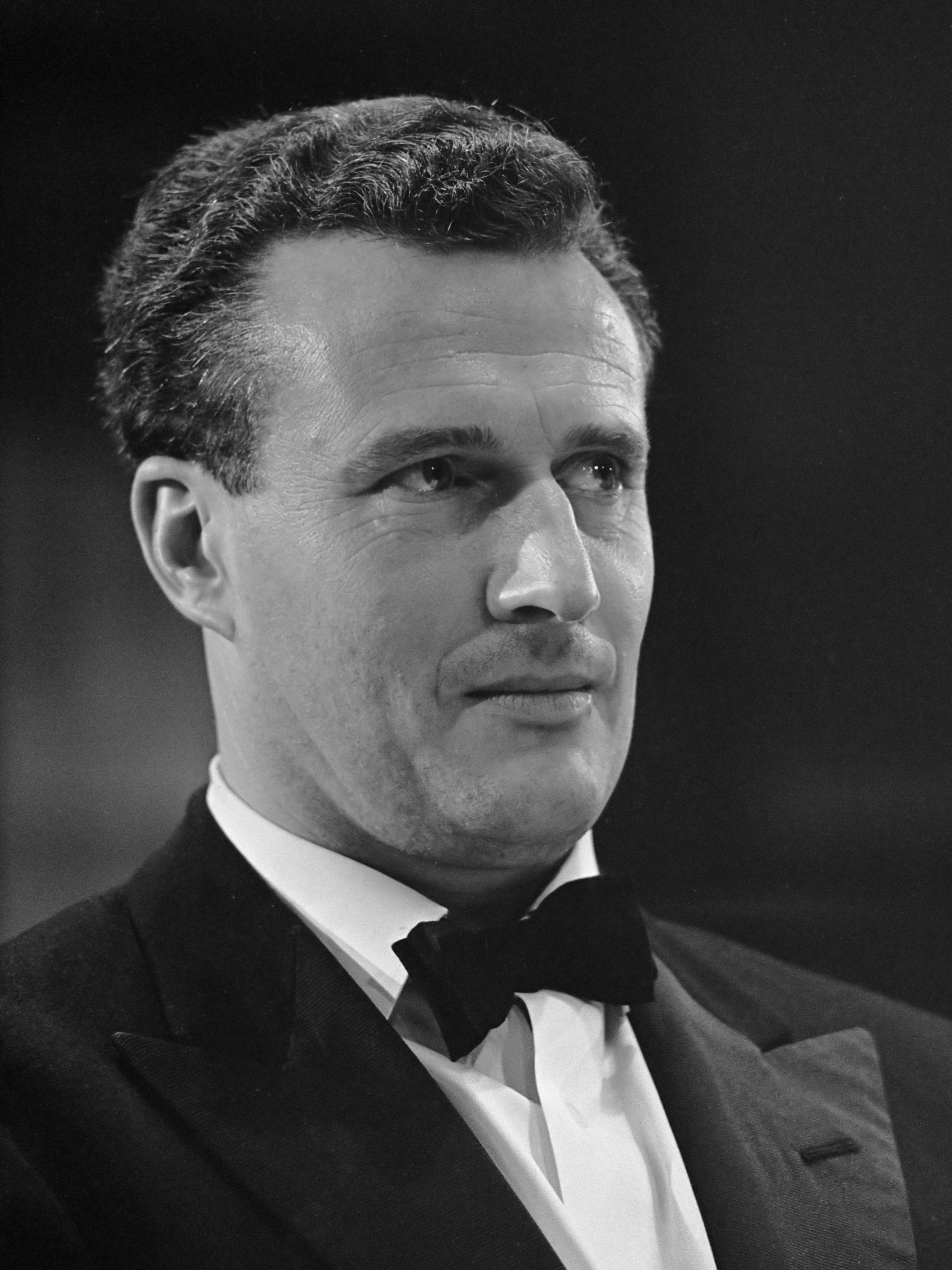
Colin Davis, musical director, 1961–65

Entro la fine del 1950 Covent Garden andò gradualmente abbandonando la sua politica di produzioni in lingua locale; star del calibro di Maria Callas non avrebbero dovuto imparare di nuovo i loro ruoli in lingua inglese. Questo rese più facile a Tucker sottolineare le differenze tra le due compagnie d'opera di Londra. Mentre il Covent Garden avrebbe ingaggiato star internazionali, il Sadler's Wells si sarebbe focalizzato sui giovani artisti britannici e del Commonwealth. Colin Davis fu nominato direttore musicale succedendo a Gibson nel 1961. Il repertorio continuò a mescolare produzioni consuete ed altre sconosciute. Le novità nel periodo di Davis includevano Assassinio nella cattedrale (opera) di Pizzetti, Oedipus Rex di Stravinsky, The Mines of Sulphur di Richard Rodney Bennett e altre ancora di Janáček. La tradizionale politica del Sadler's Wells di dare tutte le opere in lingua inglese continuò, con due sole eccezioni: Oedipus rex, che fu cantato in latino, e L'Orfeo di Monteverdi, cantata in italiano, per motivi non chiari per la stampa. Nel mese di gennaio 1962, la compagnia diede la sua prima opera Gilbert e Sullivan, Iolanthe; fu eseguita il giorno in cui il Savoy Opera uscì dal diritto d'autore ed il monopolio D'Oyly Carte fu finito. Fu ben accolta (è stato ripreso con successo per molte stagioni fino al 1978) e fu seguita da una produzione di The Mikado nel maggio dello stesso anno.

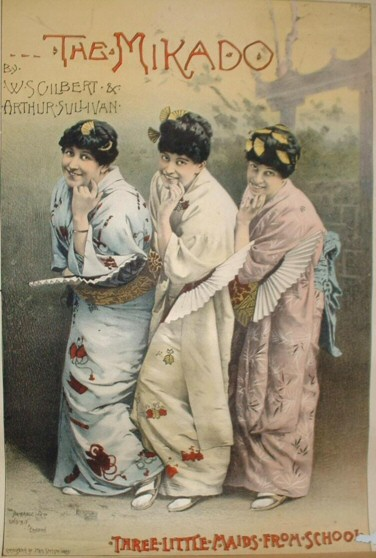
The Mikado

Il teatro Islington era ormai chiaramente troppo piccolo per consentire alla società di crescere ulteriormente. Uno studio condotto per l'Arts Council riportò che alla fine del 1960 le due compagnie del Sadler's Wells comprendevano 278 artisti stipendiati e 62 cantanti ospiti. La compagnia aveva l'esperienza per lavorare in un grande teatro del West End; nel 1958 la sua produzione de La vedova allegra andò tutta esaurita e si trasferì al London Coliseum con i suoi 2.351 posti a sedere per una singola stagione estiva. Dieci anni dopo il contratto di locazione del Coliseum si rese disponibile; Stephen Arlen, che era succeduto a Tucker come amministratore delegato, fu la forza trainante per spostare la compagnia. Dopo intensi negoziati ed una raccolta di fondi, fu firmato nel 1968 un contratto di locazione per dieci anni.
Una delle ultime produzioni della compagnia al teatro Islington fu I Maestri Cantori di Wagner, diretta da Goodall nel 1968, che 40 anni più tardi sarebbe stata descritta dalla rivista Gramophone come "leggendaria". La società lasciò il Sadler's Wells con una ripresa del lavoro con cui aveva riaperto il teatro nel 1945, Peter Grimes. La sua ultima performance al teatro Rosebery Avenue fu il 15 giugno 1968.

### Coliseum
La compagnia, mantenendo la denominazione "Sadler'S Wells Opera", aprì al Coluseum il 21 agosto 1968, con una nuova produzione del Don Giovanni di Mozart, diretta da Sir John Gielgud. Questa non ebbe una buona accoglienza, ma la compagnia si rimise in sesto rapidamente con una successione di produzioni altamente apprezzate. Stephen Arlen morì nel gennaio del 1972 e gli succedette come direttore amministrativo George Lascelles, VII Conte di Harewood (Lord Harewood).
Il successo dei Maestri Cantori del 1968 fu seguito nel 1970 dal primo ciclo dell'L'Anello dei Nibelunghi, diretto da Goodall, con un cast tra cui Norman Bailey, Rita Hunter e Alberto Remedios. Il ciclo ebbe una nuova traduzione di Andrew Porter e scene di Ralph Koltai. Nelle mire di Harewood, tra i punti salienti dei primi dieci anni al Colisem erano l'Anello, Guerra e pace di Prokof'ev, e Salome e Il cavaliere della rosa di Richard Strauss.

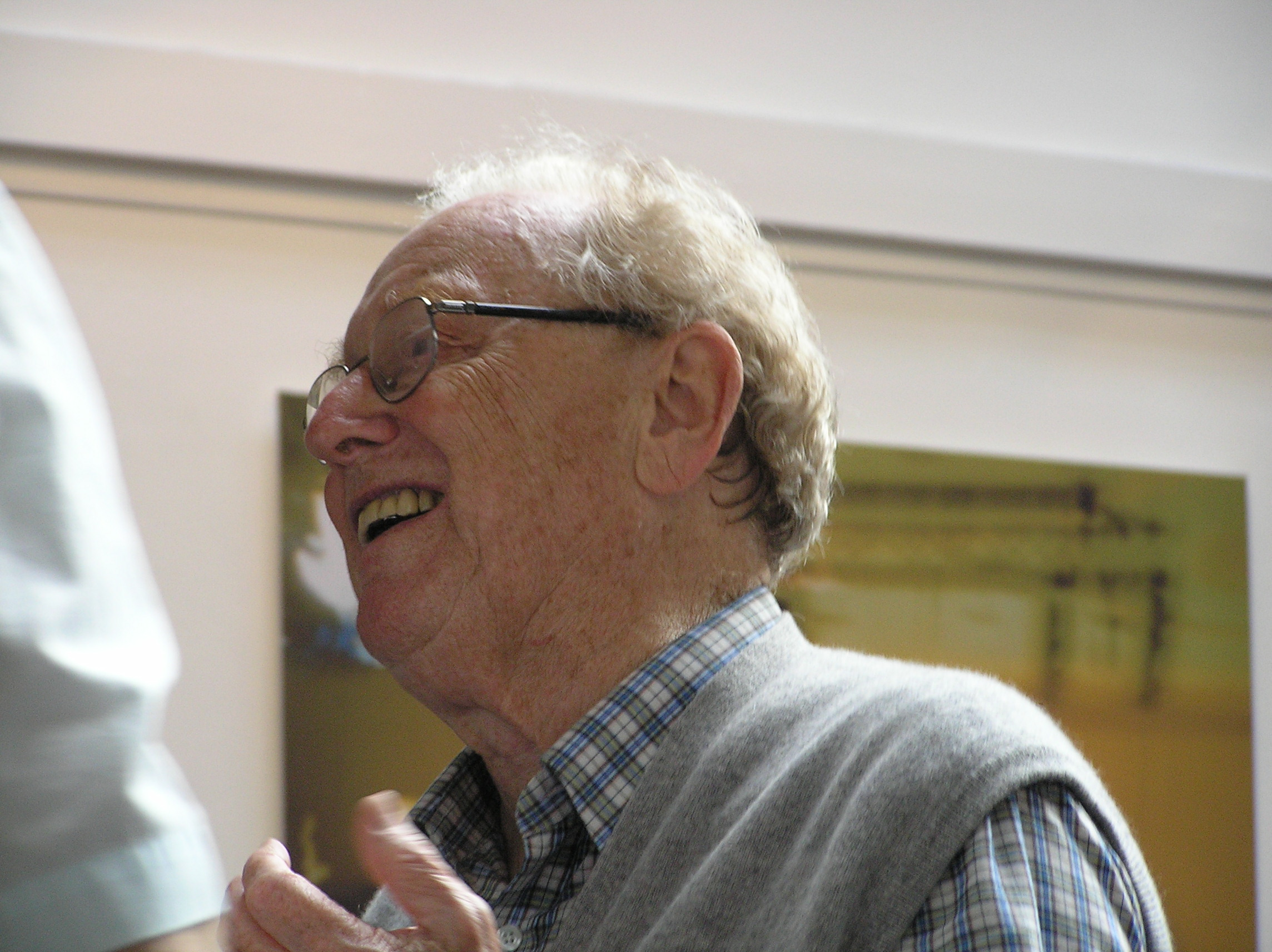
Charles Mackerras, musical director 1970–77

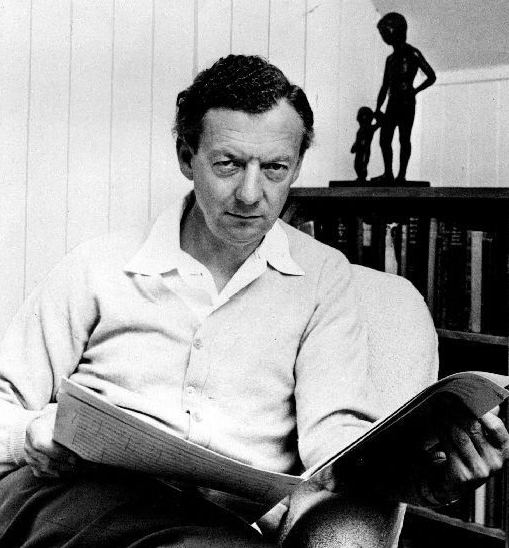
Benjamin Britten nel 1968

Direttore musicale della società dal 1970 al 1977 fu Charles Mackerras. Harewood elogiò la sua eccezionale versatilità, con una gamma che andava "da The House of the Dead fino a Patience." Il critico Alan Blyth lo descrisse come un esperto di autenticità nell'esecuzione di Handel, un pioniere di Janáček, "uno studioso mozartiano... un sostenitore sicuro dell'opera francese, un interprete forte, pragmatico dei classici viennesi, un esperto delle opere di Donizetti ed altri del primo XIX secolo e un ammiratore costante di Gilbert e Sullivan". Tra le opere da lui condotte per la compagnia c'erano Giulio Cesare di Handel, interpretato da Janet Baker e Valerie Masterson; cinque opere di Janáček; Le nozze di Figaro con l'utilizzo pionieristico di uno stile interpretativo tipo XVIII secolo; Werther (opera) di Massenet; Maria Stuarda di Donizetti con Baker; e Patience di Sullivan. La compagnia ha ripreso la produzione di quest'ultima al Festival di Vienna nel 1975, insieme a Gloriana di Britten. A Mackerras succedette come direttore musicale Sir Charles Groves, che non stava bene e fu sempre molto giù durante la sua breve permanenza nel 1978-79. Groves fu sollevato dall'incarico che fu assegnato a Mark Elder, che parlò del suo predecessore come "immensamente incoraggiante e solidale".
Fin dall'inizio Arlen e poi Harewood avevano voluto cambiare il nome della società per riflettere il fatto che la sede non era più al teatro Sadler's Wells. Byam Shaw commentò: "L'unico grave inconveniente che ha subito dal suo spostamento il Sadler's Wells Opera Company fu che i tassisti disattenti venivano a prendere i loro clienti fino a Rosebery Avenue" Harewood riteneva una regola elementare che "non si deve portare il nome di un teatro se si sta lavorando dentro un altro." Il Covent Garden, proteggendo la sua posizione, contestò l'idea che la compagnia Sadler's Wells dovesse essere chiamata "The British National Opera" o "The National Opera", anche se né la Scottish Opera, né la Welsh National Opera si erano opposte a un tale cambiamento. Alla fine la questione fu decisa dal governo britannico e fu approvato il titolo "English National Opera". Fu adottato dal consiglio di amministrazione della compagnia nel novembre 1974. Nel 1977, in risposta alla richiesta di maggiori produzioni liriche nelle città inglesi di provincia, fu costituita una seconda compagnia. Aveva sede a Leeds, nel nord Inghilterra ed era conosciuta come ENO Nord. Sotto la guida di Harewood fiorì, e nel 1981 divenne una società indipendente, la Opera North.

### ENO

#### 1980–99
Nel 1982, su iniziativa di Elder, Harewood nominò David Pountney direttore di produzione. Nel 1985 Harewood si ritirò (diventando presidente del consiglio di ENO l'anno successivo) e Peter Jonas gli succedette come direttore generale. Il triumvirato del 1980 Edler, Pountney e Jonas, spesso chiamato la "Powerhouse", avviò una nuova era dell'"opera del regista". Il triumvirato favoriva le produzioni descritte da Elder come "innovative, rischiose, esplorative e teatralmente efficaci" e dal regista Nicholas Hytner come "Euro-cazzate che non devono mai essere comprensibili a tutti, tranne alle persone sedute là fuori a immaginare". Gli amministratori che, secondo la frase di Harewood, "non vogliono spruzzare vernice in faccia al pubblico" furono messi da parte. Un sondaggio nel 1980 dimostrò che le due cose che il pubblico ENO più disprezzava erano la dizione mediocre e gli eccessi dell'"opera del regista".
Nel Dizionario Grove di Musica e dei Musicisti Barry Millington ha descritto lo stile Powerhouse come: "notevoli immagini di una realtà stravolta, un repertorio inesauribile di congegni di scena, la volontà di esplorare le questioni sociali e psicologiche latenti nelle opere e soprattutto un abbondante senso della teatralità." Come esempi Millington parla di " Rusalka (1983), con la sua Edoardiana ambientazione infantile e i significati nascosti così freudiani, e Hansel and Gretel (1987), la sua sognante pantomima popolata da figure di fantasia dalla immaginazione dei bambini... Lady Macbeth del Distretto di Mcensk (1987) e Wozzeck (1990) esemplificano un approccio alla produzione in cui la caricatura grottesca lotta con un forte coinvolgimento emotivo".
Medie di vendita scarse al botteghino portarono ad una crisi finanziaria, che fu aggravata da problemi di relazioni industriali del backstage. Dopo il 1983 la compagnia cessò i tour presso le altre sedi britanniche. Valutando i risultati degli anni Powerhouse, Tom Sutcliffe ha scritto in The Musical Times:
Le produzioni durante gli anni 1980 compresero le prime presentazioni della compagnia di Pelléas e Mélisande (1981), Parsifal (1986) e Billy Budd (1988). Le produzioni del 1980 che rimasero in repertorio per molti anni includevano Serse diretta da Hytner, Rigoletto e The Mikado dirette da Jonathan Miller. Nel 1984 ENO andò in tournée negli Stati Uniti; la compagnia itinerante, guidata da Elder, si componeva di 360 persone; eseguirono Gloriana, Guerra e Pace, Il giro di vite, Rigoletto e Patience. Questa era la prima compagnia britannica ad essere invitata a comparire al Metropolitan Opera House, dove Patience ricevette una standing ovation e la produzione di Miller del Rigoletto, raffigurante i personaggi come mafiosi, fu accolta con un misto di entusiasmo e fischi.  Nel 1990 ENO fu la prima grande compagnia d'opera straniera a visitare l'Unione Sovietica, eseguendo la produzione di Miller de Il giro di vite, la produzione di Pountney del Macbeth, e quella di Hinter, molte volte rivisitata, del Serse.
L'era Powerhouse si concluse nel 1992, quando tutti e tre i membri del triumvirato lasciarono allo stesso tempo. Il nuovo direttore generale divenne Dennis Marks, ex capo dei programmi musicali alla BBC; il nuovo direttore musicale era Sian Edwards; il posto di Pountney come direttore di produzione non fu assegnato. Marks, ereditando un grande deficit finanziario dai suoi predecessori, lavorò per rimettere in sesto le finanze della società, concentrandosi sul recupero della vendita dei biglietti a livelli sostenibili. Una nuova produzione di Miller de Il cavaliere della rosa fu un successo di critica e finanziario, come una messa in scena del Don Quichotte di Massenet, descritto dal critico Hugh Canning come "il tipo di magia stile vecchio-teatro che l'austero regime Powerhouse disprezzava".
Marks fu costretto a passare molto tempo e sforzi per garantire i finanziamenti indispensabili per il ripristino economico del Coliseum, una condizione su cui ENO aveva acquisito la piena proprietà del teatro nel 1992. Allo stesso tempo, l'Arts Council stava contemplando un taglio nel numero delle rappresentazioni di opera a Londra, a scapito di ENO piuttosto che del Covent Garden. Aumentando la vendita dei biglietti negli anni successivi, Marks dimostrò che la tesi della Arts Council non era realistica. Dopo quello che The Independent descrisse come "un periodo prolungato di critica e attacchi ad ENO dai critici musicali", Sian Edwards si dimise da direttrice musicale alla fine del 1995; Le succedette Paul Daniel. Nel 1997 Marks si dimise. Nessun motivo fu reso noto, ma si pensò che lui e il consiglio di ENO fossero in disaccordo circa i suoi piani per trasferire la compagnia dal Coliseum ad una nuova sede appositamente costruita. Daniel assunse la gestione della compagnia fino a quando non fu designato il nuovo direttore generale.
Daniel ereditò da Marks una società fiorente artisticamente e finanziariamente. La stagione 1997-1998 ha lavorato al 75 per cento della capacità e ha fatto un surplus di £ 150.000. Daniel guidò la campagna contro l'ennesima proposta di fondere il Covent Garden ed ENO, che fu rapidamente abbandonata. Nel 1998 Nicholas Payne, direttore dell'opera al Covent Garden, fu nominato alla carica di direttore generale di ENO. Le produzioni del 1990 inclusero le prime messe in scena di Béatrice et Bénédict (1990), Wozzeck (1990), Jenůfa (1994) della compagnia, Sogno di una notte di mezza estate (1995), Die Soldaten (1996), e Dialoghi delle Carmelitane (1999). Le coproduzioni, consentendo ai teatri d'opera di dividere le spese delle compagnie unite, divenne importante in questo decennio; nel 1993 ENO e Welsh National Opera collaborarono a produzioni di Don Pasquale, Ariodante e Le due vedove.

#### 2000–2009
«L'obiettivo deve essere quello di creare un nuovo pubblico che non vede l'opera come una forma d'arte trofeo per la classe media: un pubblico che Payne stava cominciando ad attirare al Coliseum.»

Il Direttore Tim Albery e colleghi, The Times, 18 luglio 2002
«I frequentatori dell'Opera vogliono sentire grandi cantanti e suonare grandi orchestrali, il tutto presentato in un contesto di etica del lavoro piuttosto che in una qualche forma compresa solamente dal regista..»

Il critico Alan Blyth, The Times, 19 luglio 2002
Nel 2001 fu nominato presidente del consiglio ENO Martin Smith, un milionario con una preparazione finanziaria. Dimostrò di essere un esperto di raccolta fondi e donò personalmente un milione di sterline per il costo della ristrutturazione del Coliseum. Lui e Payne entrarono in conflitto a causa degli incassi delle produzioni "opera del regista" che Payne aveva insistito per attivare. Il caso più estremo fu una produzione di Don Giovanni diretta da Calixto Bieito nel 2001, disprezzata da critica e dal pubblico; Michael Kennedy ha descritto come "un nuovo punto più basso nell'abuso volgare di un capolavoro", e gli altri recensori furono d'accordo con lui. Payne insisteva, "penso che sia una delle migliori cose che abbiamo fatto... ha superato le mie aspettative." Nelle pagine sull'arte del Financial Times, Martin Hoyle scrisse di una "squisita visione da tunnel" di Payne ed espresse "la preoccupazione di quelli di noi che apprezzano la vera opera della gente". Payne rimase fermamente convinto che gli amanti dell'opera erano venuti alla ENO per una "bella, gradevole serata... erano venuti nel posto sbagliato." Le differenze tra Smith e Payne erano inconciliabili, e Payne fu costretto a dimettersi nel luglio 2002.
Il successore di Payne fu Séan Doran, la cui nomina era stata controversa perché non aveva esperienza nel gestire una compagnia d'opera. Egli attirò i titoli dei giornali con eventi operistici inconsueti, descritti dagli ammiratori come "colpi inaspettati" e dai detrattori come "acrobazie"; fu eseguita una produzione del terzo atto della Valchiria per 20.000 appassionati di musica rock al Festival di Glastonbury. Nel dicembre 2003 Daniel annunciò che avrebbe lasciato alla fine del suo contratto nel 2005. Fu annunciato Oleg Caetani come prossimo direttore musicale a partire da gennaio 2006.
Nel 2004 la società intraprese la sua seconda produzione dell'Anello di Wagner. Dopo i concerti delle ultime tre stagioni, le quattro opere del ciclo furono messe in scena al Coliseum nel 2004 e 2005 nelle produzioni di Phyllida Lloyd, con le scene di Richard Hudson, in una nuova traduzione da Jeremy Sams. Le prime esecuzioni del ciclo furono criticate come poco cantate e dirette, ma per il momento il Crepuscolo degli Dei fu messo in scena nel 2005, con l'intenzione di migliorare la produzione: "La direzione di Paul Daniel della musica è più autorevole di quanto si potesse prevedere dai risultati ineguali delle opere precedenti". In generale la produzione non ricevette una buona accoglienza. Le quattro opere furono date isolatamente, ma mai eseguite come un ciclo completo.

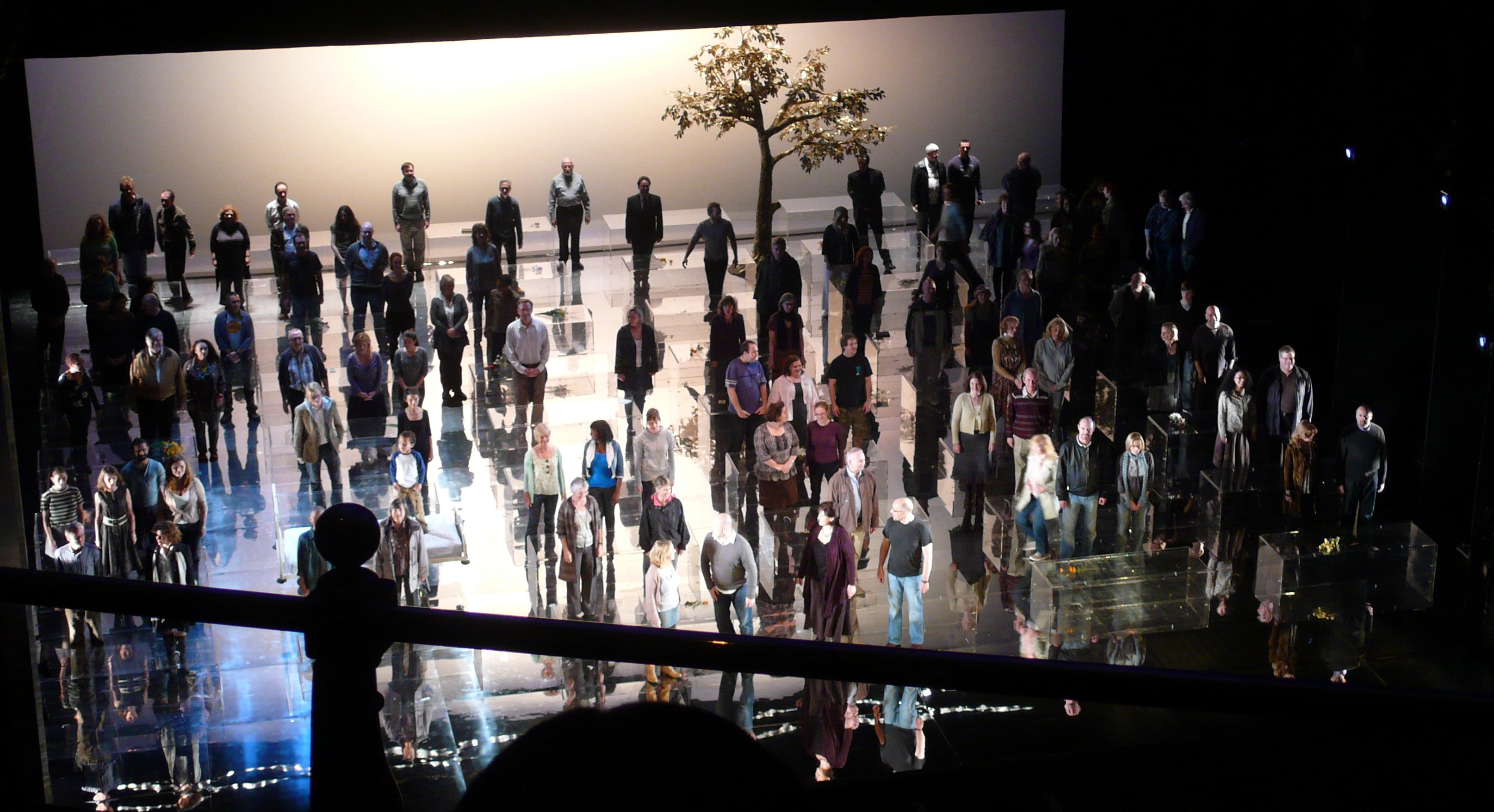
Il Messiah di Handel, messo in scena nel 2009

Durante il primo decennio del secolo la compagnia ripeté l'esperimento, in precedenza provato nel 1932, di mettere in scena oratori ed altre opere corali come rappresentazioni operistiche. La Passione secondo Giovanni di Bach fu data nel 2000, seguita dal Requiem di Verdi (2000), A Child of Our Time di Tippett (2005) e Jephtha (2005) e Messiah (2009) di Händel. ENO rispose al crescente interesse per le opere di Handel, mettendo in scena Alcina (2002), Agrippina (2006) e Partenope (2008). Nel 2003 la compagnia organizzò la sua prima produzione della imponente opera di Berlioz I Troiani, con Sarah Connolly come una "estremamente eloquente, genuinamente tragica Didone".
Nel 2005, dopo un dibattito interno che durava dal 1991, fu annunciato che sarebbero stati introdotti i sottotitoli al Coliseum. Le indagini avevano dimostrato che solo un quarto degli ascoltatori poteva sentire le parole in modo chiaro. Con poche eccezioni, tra cui Lesley Garrett e Andrew Shore, si è giudicato che i cantanti di ENO del XXI secolo abbiano una dizione più scarsa rispetto ai loro predecessori, come Masterson e Derek Hammond-Stroud. Harewood e Pountney erano stati inamovibili riguardo ai sottotitoli; entrambi erano convinti che l'opera in lingua inglese era inutile, se non poteva essere capita; Harewood pensava, inoltre, che i sottotitoli potevano indebolire una compagnia d'opera in inglese con finanziamento pubblico. Il direttore della rivista Opera, Rodney Milnes, fece una campagna contro i sottotitoli sulla base del fatto che "i cantanti avrebbero rinunciato a cercare di articolare le parole in modo chiaro e il pubblico non si sarebbe consentrato sullo spettacolo sul palco". Nonostante queste obiezioni i sottotitoli furono introdotti da ottobre 2005.
Il 29 novembre 2005 Doran diede le dimissioni come direttore artistico. Per rimpiazzarlo Smith divise i compiti tra Loretta Tomasi come capo esecutivo e John Berry come direttore artistico. Queste promozioni dall'interno dell'organizzazione furono controverse, perché non furono né preavvisate né chiarite al top management dell'Arts Council. Smith ricevette critiche severe dalla stampa per la sua azione e nel dicembre del 2005 annunciò le proprie dimissioni. Nella stessa settimana la designazione di Caetani come prossimo direttore musicale di ENO fu cancellata. Berry fu all'inizio criticato sui giornali per la sua scelta dei cantanti nelle produzioni ENO, ma la designazione di Edward Gardner come direttore musicale dal 2007 fu accolta con grandi elogi. The Observer osservò che Gardner era "ampiamente accreditato di far respirare nuova vita all'interno dell'English National Opera, la cui reputazione crescente sotto la sua mano giovane e innovativa ha visto la compagnia stessa allearsi con talenti provenienti dall'esterno, dalla popolarissima Madama Butterfly di Anthony Minghella, fino alla produzione della Forced Entertainment dell'opera Satyagraha di Philip Glass.
I dati di affluenza furono recuperati, con il pubblico più giovane attirato dai sistemi di marketing di Eno. Le finanze della compagnia erano migliorate, con 5 milioni di sterline in fondi di riserva nel mese di aprile del 2009.

#### 2010–2015
Le produzioni nella stagione 2011 continuarono la tradizione della compagnia di ingaggiare direttori senza alcuna esperienza operistica (una La dannazione di Faust ben rivisitata messa in scena da Terry Gilliam ed ambientata nella Germania Nazista) e di fare drastiche reinterpretazioni (una versione della A Midsummer Night's Dream di Britten presentata da Christopher Alden come una parabola di un pedofilo ambientata in una scuole di ragazzi del 1950, che divise l'opinione dei critici). Nella stagione 2012–13 ENO introdusse le serate dell'"Opera Svestita", con l'intento di attrarre nuovi ascoltatori che avevano sempre pensato all'opera come "Troppo costosa, troppo pomposa, troppo elegante". Le opere pubblicizzate sotto questa nuova forma furono Don Giovanni, La Traviata, Sunken Garden di Michael van der Aa, eseguita presso il Barbican) e The Perfect American di Philip Glass.
Nel gennaio 2014 la ENO ha annunciato che Gardner avrebbe lasciato alla fine della stagione 2014-15, per essere sostituito da Mark Wigglesworth. The Times commentò che il direttore musicale in entrata aveva fama di una "determinazione inflessibile, perfino abrasiva" e che ne avrebbe avuto bisogno, con le recenti produzioni biasimate dai critici ed evitate da parte del pubblico, con un deficit di 800.000 sterline aggravato dai tagli nei finanziamenti pubblici. Dalla fine del 2014 la compagnia ha attraversato una nuova crisi organizzativa. Il presidente, Martyn Rose, si è dimesso dopo due anni nel posto, a seguito di differenze inconciliabili con Berry. È stato seguito da Henriette Götz, direttore esecutivo della compagnia, che ha avuto una serie di disaccordi pubblici con Berry. A febbraio 2015 l'Arts Council of England ha annunciato il passo senza precedenti di rimuovere ENO dal portafoglio nazionale di 670 organizzazioni artistiche che ricevono finanziamenti regolari, ed invece offrì un "piano di finanziamento speciale" a causa delle continue preoccupazioni di ENO sul piano industriale e gestionale. Il Consiglio riconobbe che la compagnia era "capace di uno straordinario lavoro artistico", ma "abbiamo serie preoccupazioni circa la loro governance ed il piano industriale e ci aspettiamo che migliorino o potrebbero dover affrontare l'eliminazione del finanziamento." Nel luglio 2015 Berry si è dimesso.
Successi della critica e del botteghino nella stagione 2014-2015 della compagnia inclusero I Maestri cantori, che vinsero un Olivier Award per la migljiore produzione operistica e Sweeney Todd, con Bryn Terfel nella parte del protagonista. Nuove produzioni annunciate per il 2015-2016 sono state Tristano e Isotta, con la sceneggiatura di Anish Kapoor; Lady Macbeth of Mtsensk; la prima messinscena della compagnia di Norma; La forza del destino dirette da Bieito, e la prima esecuzione londinese per i 30 anni di Akhnaten.

## Repertorio

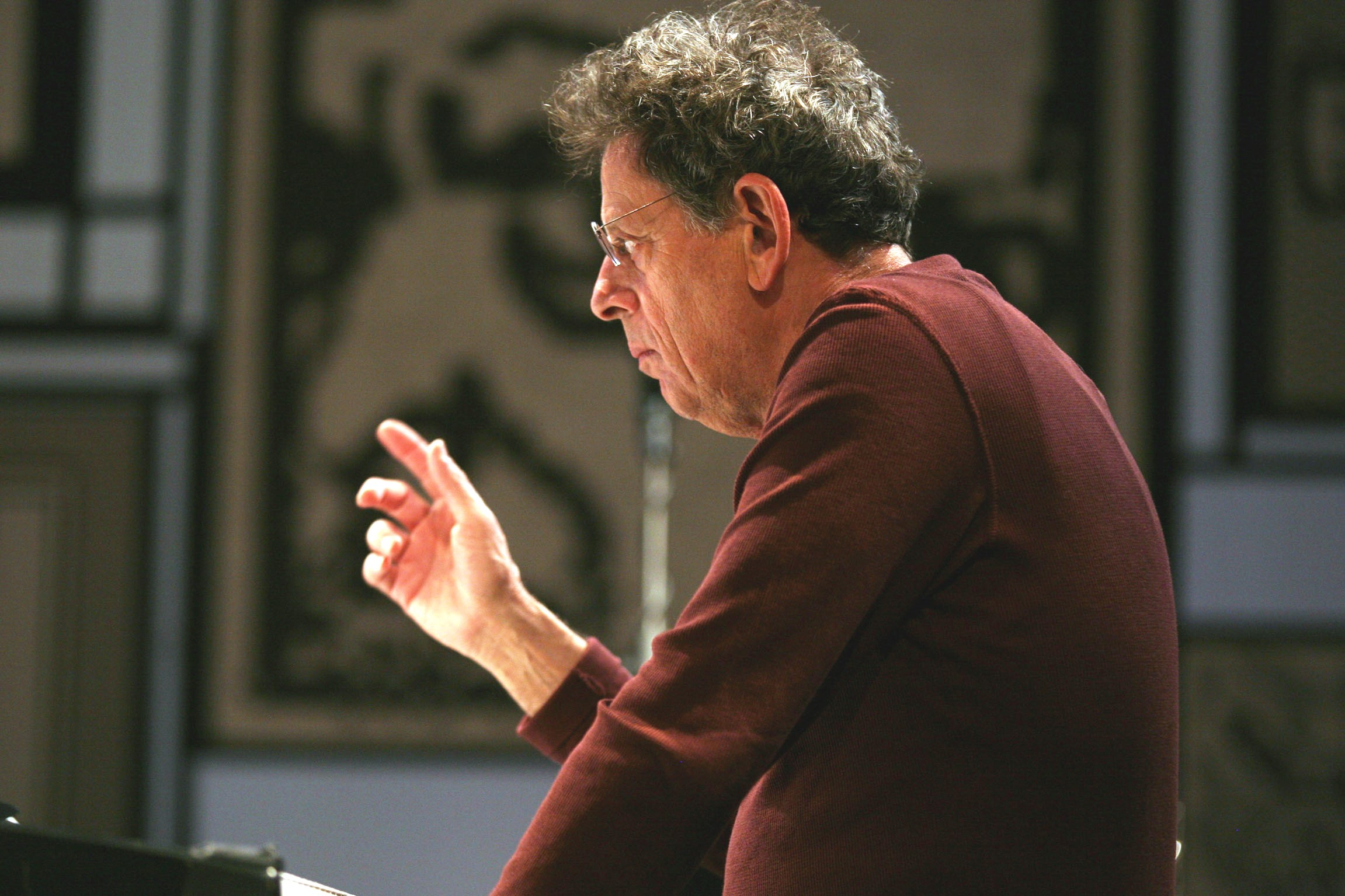
ENO ha presentato ed eseguito diverse opere di Philip Glass

La compagnia ha come obiettivo presentare il repertorio operistico standard, cantato in inglese ed ha messo in scena tutte le principali opere di Mozart, Wagner e Puccini, e una vasta gamma di opere di Verdi. Sotto Mackerras ed i suoi successori il repertorio ceco è stato fortemente valorizzato ed è stata presentata una vasta gamma di opere francesi e russe. La società ha per decenni posto l'accento sull'opera come dramma, e ha evitato le opere in cui lo sfoggio di mezzi vocali ha la precedenza sul contenuto musicale e drammatico. Oltre alle opere fondamentali, ENO ha una tradizione di presentare nuove opere e ultimamente di commissionarle.

### Commesse e prime
ENO ha commissionato più di una dozzina di opere a compositori tra cui Gordon Crosse, Iain Hamilton, Jonathan Harvey, Al'fred Šnitke, Gavin Bryars, David Sawer, Asian Dub Foundation e Nico Muhly. La prima mondiale della compagnia più conosciuta rimane probabilmente Peter Grimes nel 1945. Prime mondiali successive hanno incluso Le Miniere di Zolfo (1965), La maschera di Orfeo (1986), The Silver Tassie (1999) e opere di Malcolm Williamson, Iain Hamilton, David Blake, Robin Holloway e Stephen Oliver. Prime teatrali britanniche comprendono, tra gli altri, opere di Verdi (Simon Boccanegra, 1948), Janáček (Káťa Kabanová, 1951), Stravinskij (Oedipus Rex, 1960), Prokof'ev (Guerra e Pace, 1972) e Philip Glass (Akhnaten 1985).

### Operetta e musical
Fino dall'inizio la compagnia ha intervallato opere serie con lavori più leggeri. Negli ultimi anni "Irish Ring" (La zingara, The Lily of Killarney e Maritana) rappresentata nelle stagioni dell'Old Vic e del Sadler's Wells. Dopo la Seconda guerra mondiale la compagnia cominciò a programmare operette, comprese La vedova alegra (1958), Il pipistrello (1958), Orfeo all'inferno (1960), Merrie England (1960), La vie parisienne (1961), La belle Hélène (1963), e Lo zingaro barone (1964).
La compagnia ha prodotto sei opere di Gilbert and Sullivan per il Savoy opera. Dopo il successo di Iolanthe e del The Mikado nel 1962 e Patience nel 1969, quest'ultima molto ripresa nel Regno Unito, negli Stati Uniti ed anche in Europa, una seconda produzione de The Mikado nel 1986 ebbe protagonista il comico Eric Idle in un ambiente tutto bianco e nero e trasferito in un hotel inglese del 1920 sul mare. È stato regolarmente ripreso per oltre 25 anni. Una produzione del 1992 di Princess Ida diretta da Ken Russell fu un disastro di critica e di pubblico, fu eseguita brevemente e non fu più ripresa. I pirati di Penzance fu prodotta nel. Una produzione altamente colorata di The Gondoliers ha inaugurato la stagione nel 2006; la stampa ha sottolineato che dizione della compagnia era peggiorata al punto tale che i sottotitoli recentemente introdotti erano essenziali. Nel 2015 il regista Mike Leigh diresse una nuova produzione de I pirati di Penzance; l'opinione generale della critica fu la delusione che Leigh avesse scelto una delle opere più deboli del repertorio del Savoy, ma lo spettacolo al botteghino fece un incasso record. La trasmissione in diretta al cinema della produzione ha battuto tutti i record di incassi precedenti del Regno Unito per una realizzazione di un evento operistico per il cinema.
Fin dal 1980 la compagnia ha sperimentato con show di Broadway, incluso Pacific Overtures (1987), Street Scene (1898), On the Town (2005), Kismet (2007), e Candide (2008). In molti degli show più leggeri di ENO le dimensioni del Coliseum è stato un problema, sia nel mettere insieme pezzi scritti per un teatro molto più intimo che nella vendita di biglietti a sufficienza. Nel 2015 un nuovo piano d'investimenti per ENO previde di aumentare gli incassi con una collaborazione musicale col West End con gli impresari Michael Grade e Michael Linnit.

## Registrazioni
Registrazioni di singole scene e numeri furono fatte da cantanti del Sadler's Wells fino dai primi giorni della compagnia. Nel 1972 una serie di LP fu emessa per riunire molte di queste registrazioni, preceduto da un omaggio a Lilian Baylis registrato nel 1936. Tra i cantanti del set sono Joan Cross, Heddle Nash, Edith Coates, Joan Hammond, Owen Brannigan, Peter Pears, Peter Glossop e Charles Craig. I direttori sono Lawrance Collingwood, Reginald Goodall e Michael Mudie.
Dopo la seconda guerra mondiale, la compagnia Sadler's Wells incise un disco a 78 giri con una serie di brani tratti dal Simon Boccanegra (1949), ma non fece più registrazioni fino all'epoca dell'LP stereo. Negli anni 1950 e 1960, la compagnia registrò una serie di raccolte di opere e operette abbreviate per la EMI, occupante ciascuna due lati di un LP. Tutte erano cantate in inglese. Le opere erano Madama Butterfly (1960),Il trovatore (1962), e Hansel e Gretel (1966). Le registrazioni di operetta in forma abbreviata erano Il Pipistrello (1959), La vedova allegra (1959), Il paese del sorriso (1960), La vie parisienne (1961), Orfeo all'inferno (1960), Iolanthe (1962), La belle Hélène (1963) e Lo zingaro barone (1965). Una registrazione completa di The Mikado fu pubblicata nel 1962.
Estratti dal Crepuscolo degli Dei della compagnia furono registrati in tedesco sotto Mackerras (1972) e in inglese con Goodall (1973). Il ciclo completo dell'Anello fu registrato da EMI durante le rappresentazioni pubbliche al Coliseum tra il 1973 e il 1977. Il ciclo è stato ristampato in CD dalla Chandos Records. Una registrazione dal vivo della compagnia de I Maestri Cantori fu fatta nel 1968, ma non realizzata fino al 2008.
Nell'era del CD, fu emessa dalla Chandos Records una serie di registrazioni d'opera cantate in inglese. Alcuna sono riedizioni, altre sono di registrazioni del Sadler's Wells Opera o ENO, originariamente edite dalla EMI: Maria Stuarda (registrata nel 1982) e Giulio Cesare (1985), entrambi interpretati da Janet Baker e La traviata (1981), interpretata da Valerie Masterson. Le registrazioni più recenti, realizzate appositamente per la serie Chandos, non hanno alcun legame ufficiale con ENO, ma utilizzano molti membri passati e presenti della compagnia. I direttori d'orchestra includono Sir Charles Mackerras, Sir Mark Elder e Paul Daniel. Quelli in cui compaiono il coro e l'orchestra di ENO sono Lulu, The Makropoulos Affair, Werther, Dialoghi delle Carmelitane, Il Barbiere di Siviglia, Rigoletto, Ernani, Otello e Falstaff, nonché le registrazioni dal vivo dell'Anello e de I Maestri Cantori.

## Educazione
- Nel 1966, sotto la guida del capo design della compagnia, Margaret Harris, il Sadler's Wells Theatre fondò un Corso di Design; in seguito divenne Corso di Design del Motley Theatre.[164]
- ENO Baylis, fondata nel 1985, è il dipartimento di educazione dell'ENO; si propone di portare nuovi ascoltatori alla lirica e "di approfondire e arricchire l'esperienza del pubblico attuale in modo avventuroso, creativo e coinvolgente."[165] Il programma offre formazione per studenti e giovani professionisti ed anche laboratori, commissioni, conferenze e dibattiti.[165]

## Direttori musicali
- Charles Corri (1898–1935)
- Lawrance Collingwood (direttore incaricato, 1931–41, direttore musicale 1941–46)
- James Robertson (1946–54)
- Alexander Gibson (1957–59)
- Colin Davis (1961–65)
- Mario Bernardi (1966–68) e Bryan Balkwill (1966–69), direttori musicali congiunti
- Charles Mackerras (1970–77)
- Sir Charles Groves (1978–79)
- Mark Elder (1979–93) (titolo cambiato in "direttore musicale" nel 1979 ed in seguito)
- Sian Edwards (1993–95)
- Paul Daniel (1997–2005)
- Edward Gardner (2007–2015)
- Mark Wigglesworth (2015– )